# Arisa
Arisa, pseudonimo di Rosalba Pippa (Genova, 20 agosto 1982), è una cantautrice e personaggio televisivo italiana.
Dopo aver vinto nel 2008 il concorso SanremoLab, nel 2009 ha raggiunto il successo vincendo nella categoria Nuove proposte al 59º Festival di Sanremo con il singolo Sincerità. Successivamente ha partecipato al Festival di Sanremo nella categoria Campioni, classificandosi seconda nel 2012 con La notte e vincendo l'edizione del 2014 con Controvento. 
Dal 2010 ha avviato la sua attività televisiva, come presenza fissa al programma TV Victor Victoria - Niente è come sembra e come giudice della quinta, sesta e decima edizioni italiane del talent show X Factor. Dal 2023 ricopre il ruolo di giudice a The Voice Kids, The Voice Senior e The Voice Generations.

## Biografia

### Primi anni
Nata a Genova presso l'ospedale Gaslini, è cresciuta a Pignola, comune d'origine della famiglia nella provincia di Potenza. Il nome d'arte è l'acronimo dei nomi dei componenti della sua famiglia: la A deriva dal nome del padre Antonio, la R dal suo stesso nome Rosalba, la I e la S dai nomi delle sue sorelle Isabella e Sabrina e la A finale dal nome della madre Assunta. All'età di 4 anni partecipa al suo primo concorso canoro tenutosi a Pignola con Fatti mandare dalla mamma di Gianni Morandi. Le sue prime influenze musicali sono Michael Jackson, Mariah Carey, Whitney Houston e Celine Dion; in seguito si appassiona alla musica di Dido, Carmen Consoli, Jovanotti, Giorgia, Irene Grandi, Luigi Tenco, Rino Gaetano, Giorgio Gaber, Mina e Quartetto Cetra.
Diplomata al liceo pedagogico, lavora come cameriera, cantante di piano bar, baby sitter, parrucchiera, donna delle pulizie, addetta alla ristorazione ed estetista, mestiere che svolge fino ad una settimana prima del suo esordio a Sanremo. Nel 1998 vince il concorso canoro "Pino d'oro" di Pignola organizzato dall'associazione culturale "Il focolare" e nel 1999 il "Premio Cantavallo" a Teggiano. Nel 2007 riceve una borsa di studio come interprete presso il Centro Europeo Toscolano (CET) di Mogol.

### Sincerità(2008-2010)

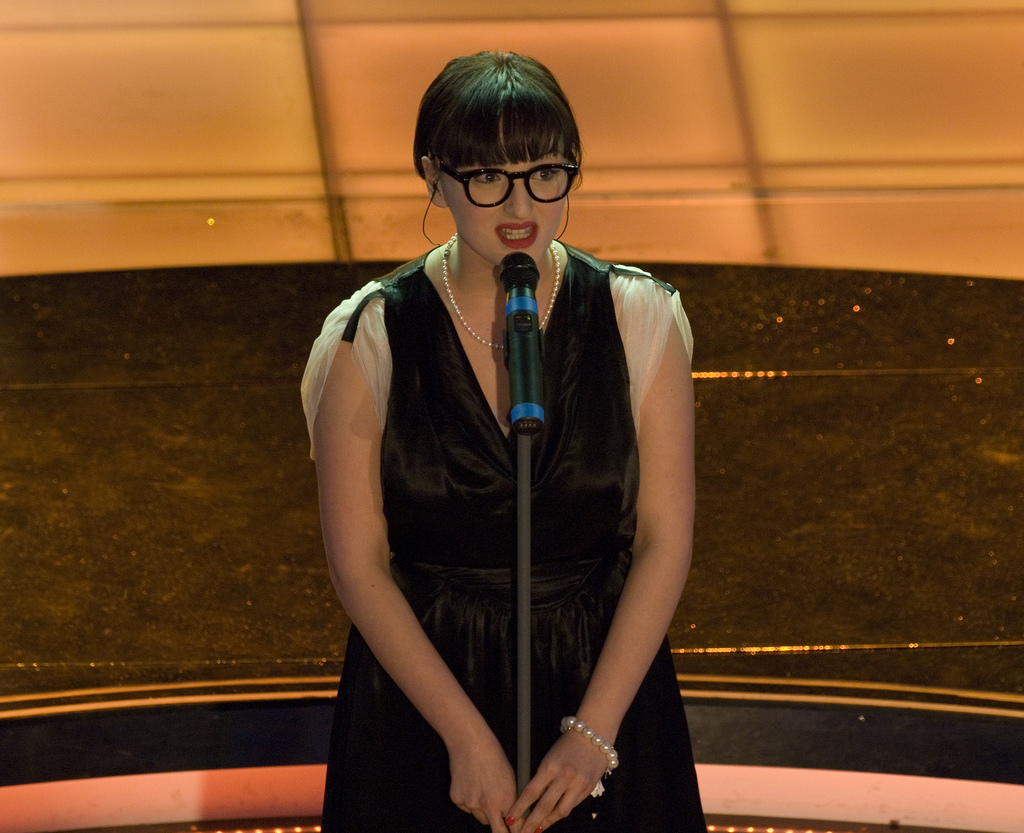
Arisa al Festival di Sanremo 2009

Nel dicembre del 2008, insieme a Simona Molinari, è vincitrice del concorso canoro SanremoLab, che le vale l'ammissione al 59º Festival di Sanremo nella categoria Proposte. In tale occasione presenta il brano Sincerità, composto da Giuseppe Anastasi, Maurizio Filardo e Giuseppe Mangiaracina, classificandosi al primo posto. Ancor prima della finale il brano è in testa alla classifica di iTunes. Nella serata del 19 febbraio il brano viene eseguito con l'accompagnamento di Lelio Luttazzi. Nella stessa edizione del Festival vince anche il Premio Assomusica Casa Sanremo con la seguente motivazione: 
 Ha inoltre vinto il Premio della Critica del Festival della canzone italiana "Mia Martini".
Immediatamente dopo la cantante vive un momento di grande popolarità grazie alla canzone sanremese (in una trasmissione televisiva la poetessa Alda Merini recita il testo di Sincerità) che ha un grande successo commerciale rimanendo al primo posto della classifica italiana per sei settimane consecutive. Contemporaneamente al singolo, il 20 febbraio l'etichetta discografica Warner Music Italy pubblica l'omonimo album, Sincerità, prodotto anch'esso da Giuseppe Mangiaracina e Maurizio Filardo e contenente dieci brani; raggiunge la quinta posizione della classifica. Particolare clamore suscita il look di Arisa, con grandi occhiali dalla montatura nera e forte rossetto rosso. I successivi Io sono e Te lo volevo dire non riscuotono il successo della canzone d'esordio.
Il 16 maggio Arisa calca il palco della quarta edizione dei TRL Awards in piazza Unità d'Italia a Trieste. Il 6 giugno si esibisce all'Arena di Verona, in occasione dei Wind Music Awards 2009, venendo premiata dall'associazione dei discografici come giovane rivelazione dell'anno. Poche settimane dopo, al programma Una voce per Padre Pio, canta la canzone Piccola rosa e annuncia l'uscita del singolo Te lo volevo dire, che insieme a Io sono promuovono l'album. Il 21 giugno partecipa al concerto Amiche per l'Abruzzo, organizzato da Laura Pausini, insieme ad altre quaranta cantanti italiane allo Stadio Giuseppe Meazza di Milano, evento benefico in favore dei terremotati dell'Aquila del 2009. A settembre prende parte alla cerimonia di inaugurazione dell'anno scolastico "Tutti a scuola 2009" al Palazzo del Quirinale L'11 ottobre è ospite del Checco Zalone Show, programma televisivo condotto dai comici Checco Zalone e Teresa Mannino.

### Malamorenò(2010-2011)

Arisa al Festival di Sanremo 2010

Nel febbraio del 2010 torna sul palco del Teatro Ariston per partecipare al Festival nella sezione "Artisti" con il brano Malamorenò, scritto da Giuseppe Anastasi, compagno della cantante che aveva già curato i testi del precedente album, e cantata con l'ausilio delle Sorelle Marinetti, trio di drag queen che ha collaborato nei cori del brano. La canzone, classificatasi al nono posto, è contenuta nel secondo disco di Arisa, intitolato sempre Malamorenò, prodotto nuovamente da Maurizio Filardo e Giuseppe Mangiaracina e pubblicato il 19 febbraio dalla Warner Music Italy. Arisa collabora anche alla stesura dei testi di diversi brani. Nella serata dei duetti interpreta la traccia sanremese assieme alla Lino Patruno Jazz Band, guidato dal cabarettista Lino Patruno. In concomitanza con la pubblicazione del nuovo disco si presenta con un look rinnovato, sottolineato da capelli ricci e grandi occhiali tondi disegnati da lei stessa.
Il singolo, lanciato il 17 febbraio, è certificato disco di platino per le oltre 30 000 copie vendute; riscuote anche un buon successo in classifica (quarta posizione), mentre l'album raggiunge la posizione numero 23. La promozione prosegue con la diffusione in radio, a partire dal 23 aprile, del secondo singolo Pace, anch'esso composto da Giuseppe Anastasi e con il quale l'artista ottiene la candidatura al Premio Mogol.
L'8 maggio si esibisce al Porto antico di Genova in occasione della quinta edizione dei TRL Awards, ricevendo una candidatura nella categoria Best Look, poi parte per un tour estivo. Nel 2010, all'interno della manifestazione "Gran Galà Pucciniano", vince il premio Teatro nella Musica. Sempre nel 2010 entra a far parte del cast tutto al femminile del programma di LA7 Victor Victoria - Niente è come sembra insieme alla conduttrice Victoria Cabello, la scrittrice Melissa Panarello e la comica Geppi Cucciari. In questa occasione abbandona i suoi look fumettistici e propone un'immagine più pulita, sostituendo gli occhiali con lenti a contatto ed eliminando il trucco eccessivo e i vestiti in stile rétro. Nel luglio 2010 partecipa al festival dedicato alla storia della musica napoletana "Napoli prima e dopo" con Chella llà.
Tornata sul palco del Festival di Sanremo 2011 durante la serata Nata per unire, dedicata al 150º anniversario dell'Unità d'Italia, duetta con Max Pezzali nel noto brano Mamma mia dammi cento lire. Sempre nel 2011 fa la giudice nella quinta edizione di X Factor insieme a Morgan, Elio e Simona Ventura portando un'artista della sua categoria, quella degli Over, al debutto discografico con un inedito e al terzo posto complessivo nel talent. Successivamente debutta al cinema interpretando il ruolo di Chiara nel film diretto da Ricky Tognazzi Tutta colpa della musica; la pellicola, con nel cast anche Stefania Sandrelli, Marco Messeri, Elena Sofia Ricci, Monica Scattini, Debora Villa e lo stesso Tognazzi, viene presentata alla 68ª Mostra internazionale d'arte cinematografica di Venezia e distribuita in tutte le sale cinematografiche italiane dal 9 settembre 2011. Nello stesso anno realizza il singolo L'amor sei tu, scritto con Naïf Hérin, per la colonna sonora del film La peggior settimana della mia vita di Alessandro Genovesi, in cui anche recita al fianco di Fabio De Luigi, Cristiana Capotondi, Andrea Mingardi e Alessandro Siani.
Il 15 settembre 2011 l'artista introduce l'ultima tappa concertistica dell'Up Patriots to Arms Tour di Franco Battiato al Palasport Olimpico di Torino, esibendosi con il solo accompagnamento del pianista Giuseppe Barbera. Il 26 dicembre 2011 viene reso disponibile il primo EP della cantante intitolato Arisa per Natale, da cui il 6 gennaio 2012 viene estratto il singolo Il tempo che verrà, che porta la firma della cantante stessa insieme a quella di Anastasi e Barbera.

### Amami(2012-2013)

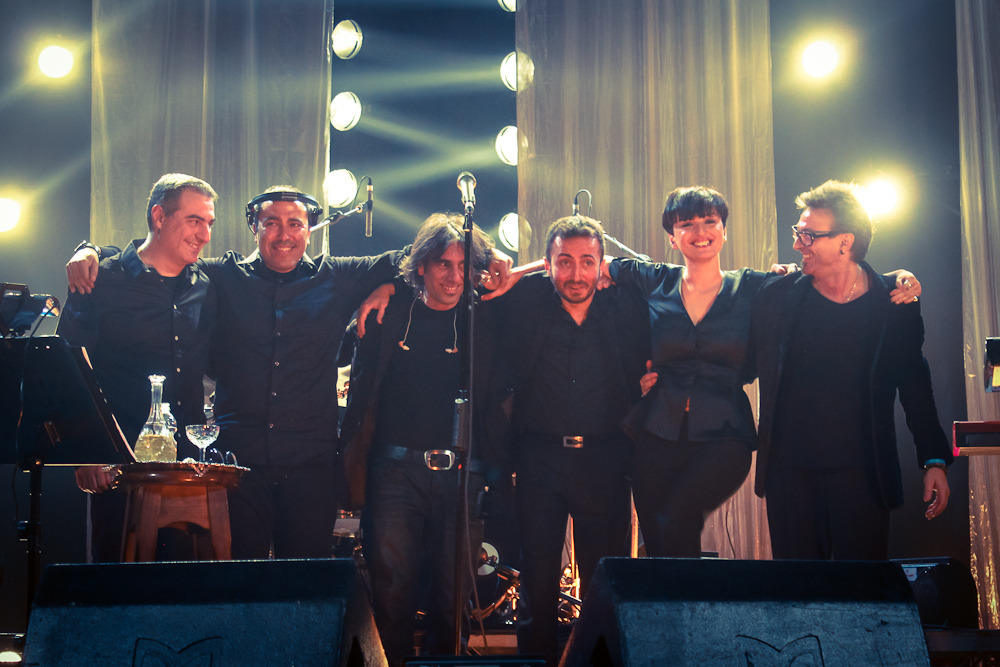
Arisa e la sua band durante lAmami Tour 2012

Nel 2012 Arisa partecipa alla 62ª edizione del Festival di Sanremo, piazzandosi al secondo posto alle spalle di Emma con il brano La notte, scritto da Giuseppe Anastasi, anticipando così la pubblicazione del terzo album Amami arrangiato e prodotto artisticamente da Mauro Pagani. Nella terza serata della manifestazione, dedicata all'Italia nel mondo, duetta con José Feliciano in una versione del celebre brano Che sarà. Nella serata dei duetti interpreta il brano in gara con Mauro Ermanno Giovanardi.
Terminato il festival, le vendite di album e singolo raggiungono rispettivamente la sesta e la prima posizione delle classifiche italiane. Pur essendo stato scritto quasi interamente dal suo storico autore Giuseppe Anastasi, con l'aggiunta di due tracce interamente scritte dalla stessa Arisa, il disco segna una svolta nella carriera della cantante, passata dalla leggerezza dei primi due dischi a toni più intimi, con l'amore come tema portante. La notte è certificato disco multiplatino dalla FIMI per aver venduto oltre 120 000 copie, risultando il quinto singolo di maggior riscontro commerciale dell'anno in Italia, nonché la posizione più alta raggiunta da una donna solista italiana.
Il secondo singolo estratto dall'album è L'amore è un'altra cosa, pubblicato il 4 maggio 2012 e certificato disco d'oro quattro mesi più tardi per le oltre 15 000 copie vendute. Sempre nel maggio 2012 viene scelta come cantante de Il Canto degli Italiani prima della finale della Coppa Italia 2011-2012 tenuta presso lo Stadio Olimpico di Roma. Nel giugno dello stesso anno Amami raggiunge il traguardo delle 30 000 copie vendute, venendo certificato disco d'oro dalla FIMI.
Nello stesso anno l'Arnoldo Mondadori Editore pubblica il primo romanzo di Arisa Il paradiso non è granché (storia di un motivetto orecchiabile). A maggio è riconfermata come giudice della sesta edizione di X Factor, svoltosi dal 20 settembre al 7 dicembre 2012, insieme al resto della giuria dell'edizione precedente. Guida la categoria "Gruppi", ma senza riuscire a portare nessuno dei suoi cantanti in finale; tuttavia nell'ambito di questa esperienza televisiva scopre il duo delle Donatella, a cui è proprio Arisa ad affidare il nome. Nel luglio del 2012 riceve a Marina di Carrara il Premio Lunezia per Sanremo - Big - per il valore Musical-Letterario del brano La notte.
Il 26 ottobre 2012 esce il singolo Meraviglioso amore mio, scritto da Giuseppe Anastasi e inserito nella colonna sonora originale del film di Fausto Brizzi Pazze di me (2013. Il 20 novembre viene pubblicato il primo album dal vivo, intitolato Amami Tour, che racchiude i successi di Arisa registrati dal vivo e alcune cover famose, oltre a due inediti, tra cui la Meraviglioso amore mio. Dal 22 novembre viene distribuito il film d'animazione Un mostro a Parigi di Bibo Bergeron, nel quale la cantante debutta come doppiatrice del personaggio Lucille. Il 13 dicembre è nel cast del film Colpi di fulmine, con Christian De Sica e Lillo & Greg.
Il 24 settembre 2013 viene pubblicato l'album Niente di personale del disc jockey Big Fish contenente il brano Luce sarà, la prima incisione discografica della cantante in collaborazione con un altro artista. Il 10 ottobre parte la proiezione nelle sale italiane del film di animazione Cattivissimo me 2 di Pierre Coffin e Chris Renaud, nel quale Arisa lavora nuovamente come doppiatrice, prestando la voce al personaggio femminile Lucy Wilde. Il 7 dicembre dello stesso anno la cantante prende parte alla ventunesima edizione del Concerto di Natale in cui ha anche l'occasione di duettare con Patti Smith sulle note di People Have the Power, celebre canzone della cantautrice statunitense.

### Se vedo te(2014-2015)

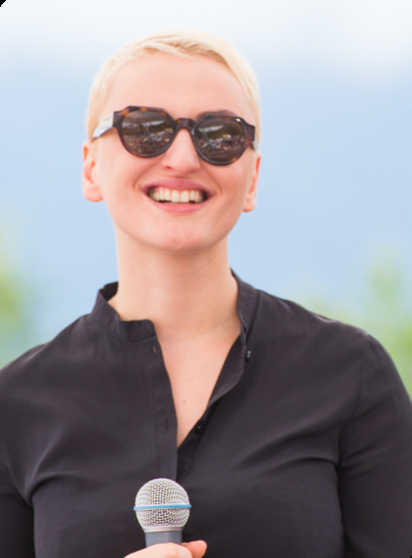
Arisa in concerto a Montjovet il 13 luglio 2014 durante una tappa del Se vedo te Tour

Nel 2014 Arisa partecipa al Festival di Sanremo con i brani Lentamente (il primo che passa), scritto da Cristina Donà e Saverio Lanza, e Controvento di Giuseppe Anastasi. Durante la serata dedicata alle cover dei più grandi artisti italiani, denominata Sanremo Club, reinterpreta Cuccurucucù di Franco Battiato affiancata dal gruppo indie rock danese WhoMadeWho, pubblicato come singolo il 22 febbraio. Con Controvento vince la 64ª edizione del Festival.
I due inediti sanremesi anticipano il quarto album in studio della cantante, Se vedo te, prodotto da Carlo Ubaldo Rossi, Saverio Lanza e Giuseppe Barbera e pubblicato il 20 febbraio. Controvento, pubblicato come singolo un giorno prima dell'album, arriva in vetta alla Top Singoli, venendo in seguito certificato disco di platino dalla FIMI per le oltre 30 000 copie vendute. Ad aprile inizia il tour in supporto a Se vedo te.
Nei primi mesi dell'anno la cantante presta la voce al personaggio Gloria del film d'animazione Barry, Gloria e i Disco Worms. Il 25 aprile viene lanciato come secondo singolo estratto dall'album il brano Quante parole che non dici, composto dalla cantante stessa con Antonio Di Martino. Nello stesso periodo la cantante collabora con il gruppo pop rap Club Dogo al brano Fragili, pubblicato come singolo il 25 luglio 2014 e contenuto nell'album del trio, Non siamo più quelli di Mi fist. Anche questo singolo è il primo della Top Singoli, certificato disco di platino dalla FIMI per le oltre 30 000 copie vendute.
Il 3 giugno l'artista è fra i protagonisti dei Music Awards 2014 al Foro Italico di Roma, mentre il 28 e il 29 giugno si esibisce in piazza del Popolo in occasione del Summer Festival 2014, presentando il brano La cosa più importante, scritto a quattro mani dalla cantante e Christian Lavoro e pubblicato il 27 giugno come terzo singolo estratto dell'album. Il 30 agosto, presso il Teatro Lucio Dalla di Milo, duetta con Franco Battiato sulle note di E ti vengo a cercare durante l'evento musicale Anime salve, organizzato dal cantautore siciliano in ricordo di Fabrizio De André. Il 23 settembre è ospite al concerto dell'Hip Hop TV Birthday 2014 al Mediolanum Forum di Assago, in cui accompagna i Club Dogo nell'esecuzione di Fragili.
Il 13 gennaio 2015 Carlo Conti, in occasione della conferenza stampa presso il Casinò di Sanremo, sceglie Arisa come co-conduttrice del Festival di Sanremo 2015 insieme a Emma Marrone e Rocío Muñoz Morales. Il 9 febbraio dello stesso anno è presente fra gli artisti ritratti dal fotografo Giovanni Gastel per la rivista Rolling Stone Italia nel numero intitolato "Le 100 facce della musica italiana", che raccoglie i volti più influenti del panorama musicale italiano. Il 12 marzo viene distribuito nelle sale cinematografiche italiane il film della Walt Disney Cenerentola di Kenneth Branagh, per cui Arisa collabora alla realizzazione della colonna sonora italiana registrando il brano Liberi originariamente interpretato da Sonna Rele e pubblicato come singolo il giorno successivo. Appare in televisione come special coach della terza edizione di The Voice of Italy, assistendo Noemi durante la fase delle Battles, in onda il 1º e l'8 aprile. Il 9 novembre 2015 è trasmesso il reality Monte Bianco - Sfida verticale, in cui la cantante fa la concorrente (eliminata nella prima puntata).

### Guardando il cieloeVoce - The Best of(2016-2018)

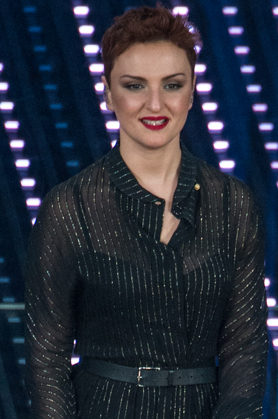
Arisa al Festival di Sanremo 2016

Alla 66ª edizione del Festival di Sanremo, con il brano Guardando il cielo firmato da Giuseppe Anastasi, la cantante si classifica decima nella sezione "Campioni". Nella serata dedicata alle cover dei più grandi artisti italiani omaggia Rita Pavone scegliendo il brano Cuore, la cui registrazione verrà inclusa nell'album successivo. Il singolo sanremese, entrato in rotazione radiofonica il 10 febbraio 2016, è certificato disco d'oro dalla FIMI (oltre 25 000 copie vendute). La pubblicazione del singolo anticipa di due giorni l'uscita del quinto album in studio, prodotto da Nicolò Fragile e Giuseppe Barbera e anch'esso intitolato Guardando il cielo.
Il 24 febbraio viene candidata al Premio Amnesty Italia in occasione della 20ª edizione del festival Voci per la libertà - Una canzone per Amnesty, per il valore letterario del brano Gaia di Giuseppe Anastasi, contenuto nell'ultimo album di Arisa. Il 27 aprile è la volta del secondo singolo Voce, che vede nuovamente la firma di Giuseppe Anastasi. È presentato in una nuova versione a sostegno della Fondazione Francesca Rava ed è accompagnato da un videoclip girato ad Haiti.
L'11 marzo esce La forza di dire sì di Ron, album finalizzato ad un progetto di raccolta fondi a favore della AISLA (associazione che si occupa di ricerca contro la sclerosi laterale amiotrofica), nel quale il cantautore duetta con Arisa nel brano Piazza Grande, originariamente interpretato da Lucio Dalla.
A maggio torna come giudice nella decima edizione del talent show X Factor al fianco di Manuel Agnelli, Fedez e Álvaro Soler, a capo della categoria Under uomini. Il 24 giugno viene pubblicato come terzo singolo da Guardando il cielo Una notte ancora, composto da Arisa stessa assieme a Andy Ferrara e Andrea Piras, con cui la cantante partecipa poi al Summer Festival 2016. Durante l'estate 2016 intraprende il Voce d'estate tour 2016. L'11 novembre viene commercializzato il singolo Una cantante di musica leggera di Tricarico, inciso in duetto con Arisa. Esso, oltre a precedere l'album in studio del cantautore milanese, anticipa anche la prima raccolta di Arisa, intitolata Voce - The Best Of e pubblicata il 25 novembre.
L'11 gennaio 2017, dopo otto anni di collaborazione, si conclude il rapporto tra la cantante e la Warner Music Italy, a causa della scarsa promozione che le riserva l'etichetta. Il 20 dello stesso mese esce l'album di J-Ax e Fedez Comunisti col Rolex, nel quale è presente la traccia Meglio tardi che noi, in collaborazione con Arisa, brano che viene certificato disco d'oro dalla FIMI per le oltre 25 000 copie vendute, senza nemmeno essere stato estratto come singolo. Il 17 marzo è pubblicato il singolo Ho perso il mio amore, scritto da Cheope, Federica Abbate e Giuseppe Anastasi, prodotto da Fabio Gargiulo e inserito nella colonna sonora del film La verità, vi spiego, sull'amore diretto da Max Croci. La canzone permette alla cantante di ricevere una candidatura ai Nastri d'argento 2017 nella categoria migliore canzone originale. Più o meno nello stesso periodo la cantante intraprende il Voce 2017, tour svoltosi presso i principali teatri italiani.

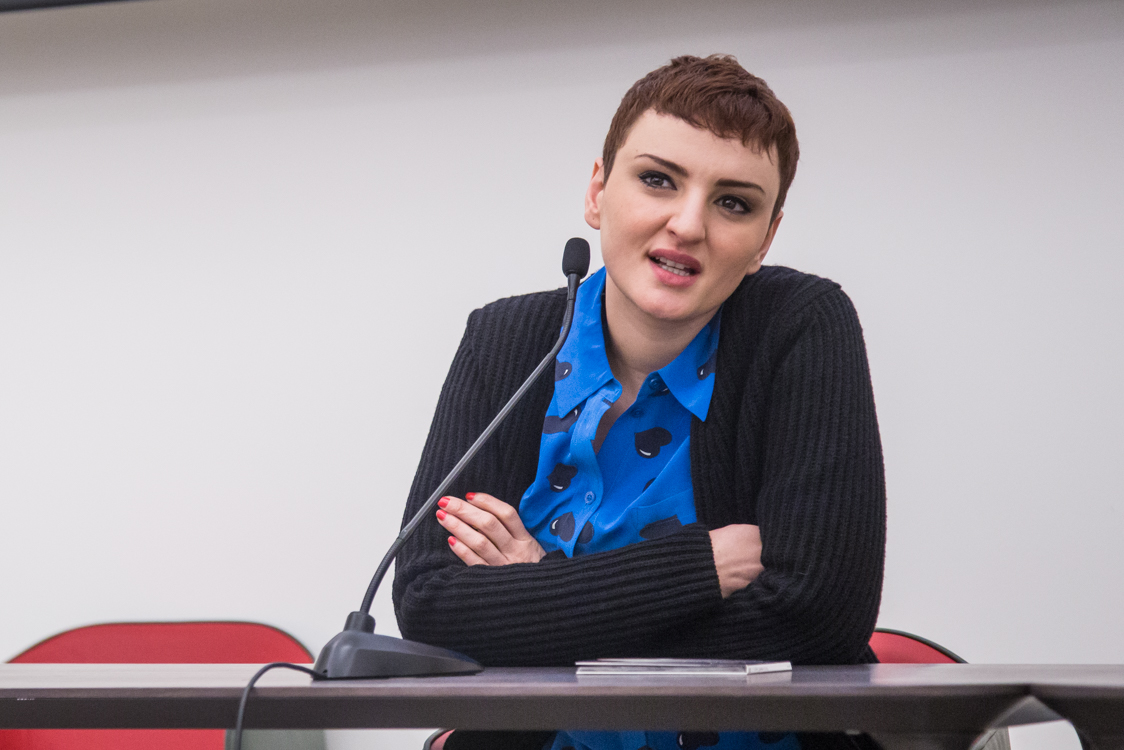
Arisa durante un evento a Milano nel 2016

Il 19, 20 e 21 maggio l'artista si esibisce a Tokyo in occasione dell'evento Italia, amore mio! organizzato dalla Camera di commercio italiana in Giappone. Il 16 giugno viene pubblicato L'esercito del selfie, singolo di debutto dei produttori discografici Takagi & Ketra che vede la partecipazione vocale del cantante Lorenzo Fragola e di Arisa. La canzone ha un immediato successo, raggiungendo la quarta posizione della Top Singoli e venendo certificata triplo disco di platino dalla FIMI (oltre 150 000 copie vendute), e si afferma come uno dei tormentoni della stagione estiva. Il 23 e il 26 giugno la cantante prende parte al concerto del Summer Festival 2017 proponendo Ho perso il mio amore e L'esercito del selfie, quest'ultimo presentato per la prima volta dal vivo. Il 7 luglio è la prima data del Ho perso il mio amore - il tour, che si conclude il 9 ottobre a Casoli in piazza Brigata Maiella.
Il 5 ottobre l'artista stipula un contratto discografico con la Sugar Music, lanciando il giorno seguente il singolo Ho cambiato i piani, brano che porta la firma di Niccolò Agliardi e Edwyn Roberts e contenuto nella colonna sonora del film Nove lune e mezza di Michela Andreozzi, per il quale l'interprete ottiene in seguito la sua seconda candidatura consecutiva al Nastro d'argento nel 2018 per la miglior canzone originale. Successivamente prende parte alla realizzazione delle musiche del film Malarazza, cantando per la prima volta in portoghese il brano O pensamento de você scritto da Giuliano Fondacaro. Il 7 ottobre si esibisce al Master Theater di New York dopo essere stata scelta, insieme a Bobby Solo, come rappresentante dell'Italia per l'undicesima edizione del Festival della musica italiana di New York.
Il 10 novembre viene lanciata sul mercato la raccolta Duets - Tutti cantano Cristina di Cristina D'Avena in cui è presente la collaborazione fra la cantante bolognese ed Arisa nella traccia Magica, magica Emi, sigla musicale dell'omonima serie televisiva. Il 19 novembre si tiene un concerto in Kuwait in chiusura della settimana italiana indetta dall'ambasciata d'Italia. Nello stesso periodo l'artista lavora per la colonna sonora di una pellicola cinematografica, registrando il brano in dialetto napoletano Vasame, scritto da Enzo Gragnaniello per il film Napoli velata di Ferzan Özpetek e pubblicato come singolo il 29 dicembre. Il 9 febbraio 2018 Arisa è ospite del sessantottesimo Festival di Sanremo per affiancare Giovanni Caccamo nel brano Eterno in occasione della serata dei duetti. In seguito, il 5 e il 12 maggio è giudice provvisorio della commissione esterna per la quinta e sesta puntata della diciassettesima edizione del talent show Amici di Maria De Filippi, in sostituzione di Marco Bocci.

### Una nuova Rosalba in città(2018-2020)
Il 21 dicembre 2018, nel corso di Sanremo Giovani, viene annunciata la sua partecipazione al Festival di Sanremo 2019 con Mi sento bene. Durante la serata dedicata ai duetti interpreta la traccia sanremese insieme al cantante britannico Tony Hadley, affiancata dalla compagnia di danza acrobatica Kataklò, la quale ha curato la coreografia dell'esibizione. Nella serata finale, nonostante le precarie condizioni di salute dovute ad un'improvvisa febbre, Arisa decide ugualmente di cimentarsi nella prova canora, classificandosi all'ottavo posto. L'8 febbraio 2019 viene pubblicato il sesto album Una nuova Rosalba in città, il primo con la Sugar Music. Nello stesso giorno la precedente etichetta dell'artista, Warner Music Italy, pubblica la raccolta Controvento - The Best Of in occasione dei suoi primi dieci anni di carriera.
Nel marzo 2019 è ospite al programma Centocittà di Rai Radio 1, dove parla di Pignola, A partire dal 26 marzo è impegnata in una nuova tournée, Una nuova Rosalba nei club, che la vede esibirsi per la prima volta nelle discoteche dedicate alla musica dal vivo, in cui ripropone il suo repertorio in un'inedita chiave elettronica, coerentemente alle sonorità del suo ultimo progetto discografico. Il tour, partito dall'Afterlife Live Club di Perugia, si conclude l'11 aprile presso la Latteria Molloy a Brescia. La promozione di Una nuova Rosalba in città prosegue con l'estrazione del singolo omonimo, scritto dal duo musicale dei Viito e pubblicato il 12 aprile. Nello stesso periodo l'artista collabora con Alberto Urso al brano Guarda che luna, cover della canzone originariamente interpretata da Fred Buscaglione e contenuta nell'album di debutto del tenore, Solo, pubblicato il 10 maggio.
Il 30 maggio prende parte alla semifinale della sesta edizione del programma The Voice of Italy in qualità di special coach per il team capitanato da Elettra Lamborghini. Il 4 giugno è ospite della puntata finale del talent show di Rai 2 durante la quale presenta in anteprima Tam Tam, estratto come terzo singolo da Una nuova Rosalba in città il 14 giugno.
Il 7 giugno viene lanciato sul mercato il singolo DJ di m**** de Lo Stato Sociale, cantato da Arisa e dalla rapper Myss Keta. Il 15 giugno, al centro commerciale Due Mari di Maida, inizia Una nuova Rosalba in città Tour che termina il 13 settembre a Seccagrande, sul lungomare. Il 13 novembre, insieme a Rossella Brescia, Luciano Mattia Cannito, Nino Frassica e Giuseppe Vessicchio, riveste il ruolo di giudice della quarta edizione del talent show Prodigi - La musica è vita. Dal 10 al 17 gennaio 2020 partecipa alla prima edizione del talent show Il cantante mascherato travestita da Barboncino, venendo eliminata nel corso della seconda puntata e andando a occupare la settima posizione nella classifica finale. Il 24 gennaio entra in rotazione radiofonica il singolo Rincontrarsi un giorno a Milano del duo indie pop La Scapigliatura, inciso in collaborazione con Arisa.
Il 6 febbraio, Arisa, ritorna sul palco del teatro Ariston in qualità di ospite per duettare con Marco Masini nella serata denominata Sanremo 70, dedicata ai brani che hanno fatto storia della manifestazione, con una cover di Vacanze romane dei Matia Bazar. Lo stesso anno la cantante viene scelta dalla Walt Disney per comporre la colonna sonora italiana del film Lilli e il vagabondo di Charlie Bean; registra il brano È un briccone, interpretato nella versione in inglese da Janelle Monáe, e doppia il personaggio di Gilda nella parte cantata.
Terminato il rapporto con la Sugar Music, la cantante fonda una propria etichetta discografica indipendente, la Pipshow, con la quale esordisce pubblicando il singolo Ricominciare ancora, entrato in rotazione radiofonica il 24 luglio 2020. Dal 14 novembre fino al 15 maggio partecipa alla ventesima edizione del talent show Amici di Maria De Filippi come professoressa e membro della commissione di canto insieme ad Anna Pettinelli e Rudy Zerbi. Durante la fase serale della trasmissione, affiancata da Lorella Cuccarini, guida la squadra Arisa-Cuccarini.

### Ero romantica(2021-2022)
Dal 2 al 6 marzo 2021 partecipa al 71º Festival di Sanremo classificandosi decima con il brano Potevi fare di più scritto da Gigi D'Alessio successivamente certificata disco d’oro dalla FIMI. Durante la terza serata, denominata Canzone d'autore, dedicata al tributo dei brani che hanno fatto parte della storia della musica italiana, interpreta con Michele Bravi Quando di Pino Daniele, versione pubblicata come singolo il 6 marzo.
Il 23 aprile esce il singolo Ortica, interamente scritto dalla cantante; Arisa presenta il brano dal vivo il giorno seguente durante la sesta puntata del serale di Amici di Maria De Filippi, accompagnata dal ballerino della sua squadra Alessandro Cavallo. Il 28 maggio esce il singolo Coro azzurro de Gli Autogol e Dj Matrix che vede la partecipazione vocale di Arisa e del rapper Ludwig. Il singolo viene certificato disco d’oro dalla FIMI. Il 9 luglio la cantante pubblica il singolo Psyco. Contestualmente, a partire dal Lazzaretto di Bergamo, intraprende l'Ortica Special Tour, tornando ad esibirsi nelle piazze e nei teatri all'aperto d'Italia tra il 27 giugno e il 27 agosto. Nel frattempo fa anche la madrina e presidente di giuria della sedicesima edizione del Premio Bianca d'Aponte, tenutasi ad Aversa tra il 14 e il 15 luglio. Il 10 settembre prende parte ai SEAT Music Awards 2021, esibendosi con i brani Coro azzurro e Psyco. Torna all'Arena di Verona il 21 settembre per l'evento Invito al viaggio - Concerto per Franco Battiato, in ricordo del cantautore siciliano, aprendo la serata con una reinterpretazione di Perduto amore.
Dal 16 ottobre al 19 dicembre partecipa come concorrente alla sedicesima edizione del talent show Ballando con le stelle con il ballerino Vito Coppola, risultando vincitrice nella serata conclusiva. In concomitanza alla trasmissione televisiva, il 4 novembre rende disponibile il singolo Altalene, realizzato con la partecipazione del duo country pop angloamericano Brown & Gray.

Il 26 novembre Arisa pubblica il settimo album Ero romantica, con tutti i singoli resi disponibili nel corso dell'anno. Riguardo alle tematiche affrontate nel disco, la stessa artista ha dichiarato:
Dal disco viene estratto anche Cuore, uscito il 17 dicembre.

### Nuovi progetti (2022-presente)

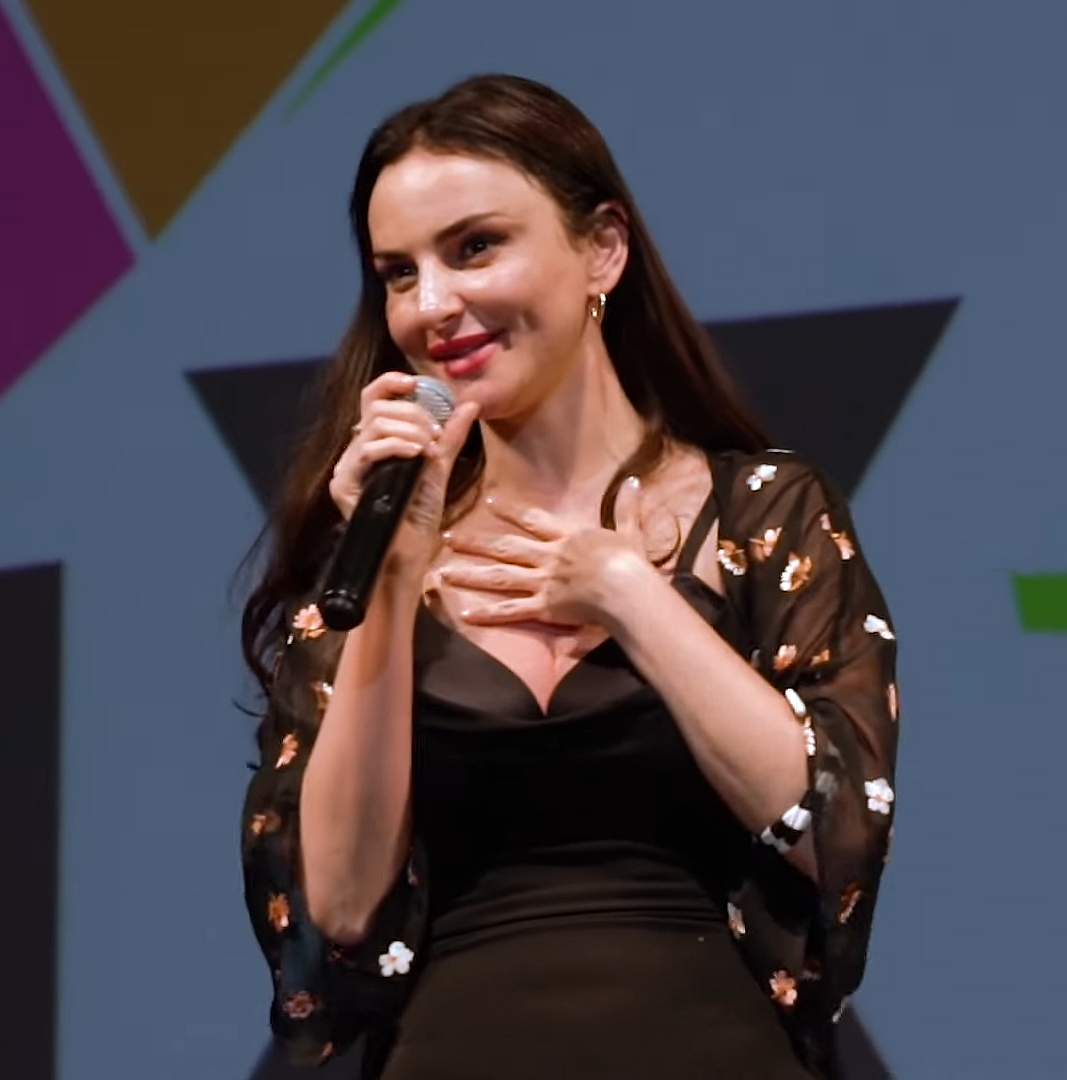
Arisa al Festival MIX Milano nel 2022

Durante la settantaduesima edizione della kermesse sanremese partecipa come ospite cantando Fino all'alba, sfida Malika Ayane (Un po' più in là), promuovendo il lancio della votazione per l'inno ufficiale dei XXV Giochi olimpici invernali, il giorno seguente prende parte alla serata dedicata alle cover duettando con AKA 7even in Cambiare di Alex Baroni.
A partire dall'11 febbraio riveste il ruolo di giurata nella terza edizione del programma televisivo Il cantante mascherato. Intorno allo stesso periodo pubblica il singolo Verosimile, tema principale della serie televisiva Fedeltà. Il 5 marzo, durante la trasmissione Affari Tuoi - Formato famiglia, Amadeus annuncia la vittoria del brano interpretato da Arisa, Fino all'alba, come inno ufficiale dei XXV Giochi olimpici invernali. Il 13 marzo la cantante esegue l'Inno d'Italia durante la Cerimonia di chiusura dei XXIII Giochi paralimpici invernali presso lo Stadio nazionale di Pechino, per segnare il passaggio del testimone all'edizione italiana. Il 12 maggio canta nuovamente l'Inno d'Italia allo Stadio Olimpico di Roma in occasione della finale di Coppa Italia 2021-2022 tra Juventus e Inter.
Nel corso dell'anno collabora con Bianca Atzei al brano Le stelle (contenuto in Veronica), con Mondo Marcio al singolo Fiori e fango, uscito il 17 giugno, e con Paolo Belli alla cover in chiave jazz di Vorrei incontrarti fra cent'anni di Ron e Tosca (contenuta in La musica che ci gira intorno). Nella stagione estiva si svolge l'Ero romantica Little Summer Tour che tocca diverse città della Penisola. L'8 luglio 2022 Arisa pubblica il singolo Tu mi perdición, cantato in spagnolo.
Rientra poi nel cast di Amici di Maria De Filippi, in onda dal 18 settembre al 12 maggio 2023, riapparendo sul piccolo schermo come professoressa di canto per la ventiduesima edizione del programma accanto a Lorella Cuccarini e Rudy Zerbi.
Durante il Festival di Sanremo 2023 prende parte alla serata cover, duettando con Gianluca Grignani sulle note di Destinazione paradiso. Il 5 maggio 2023 pubblica poi il singolo Non vado via. Il 26 agosto partecipa come superospite alla Notte della Taranta 2023, sotto la direzione artistica di Fiorella Mannoia. Durante la serata, che si è svolta nel comune di Melpignano, si esibisce in due brani della tradizione salentina: Ferma Zitella e Lu Rusciu de lu mare. L'11 novembre torna a Ballando con le stelle in qualità di ballerina per una notte e annuncia la sua partecipazione alla seconda edizione di The Voice Kids come coach al posto dei Ricchi e Poveri.
Il 9 febbraio 2024 è stata ospite durante la quarta serata del Festival di Sanremo 2024, cantando La notte in una esibizione piano e voce. Dal 16 febbraio dello stesso anno è parte del cast della seconda stagione di The Voice Senior in onda su Rai 1 e successivamente di The Voice Generations. Il 10 maggio 2024 pubblica il singolo Baciami stupido tornando a collaborare con una major, Sony Music Italia. Il brano viene presentato in anteprima il giorno precedente nel corso della trasmissione Viva Rai2!. Il 26 luglio 2024 è stata ospite della XVI edizione dell'evento Marateale in cui è stata insignita del Premio Internazionale Basilicata. Il 16 settembre in occasione dell'evento Tutti a scuola ha presentato in anteprima il singolo Canta ancora, scritto dalla stessa cantante, colonna sonora del film Il ragazzo dai pantaloni rosa, basato sulla storia vera del quindicenne Andrea Spezzacatena che, a causa di numerosi atti di bullismo e omofobia, il 12 novembre 2012 si tolse la vita. La canzone permette alla cantante di ricevere la sua terza candidatura e la prima vittoria ai Nastri d'argento 2025 nella categoria migliore canzone originale. Il 31 dicembre è ospite della trasmissione L'anno che verrà, in diretta da Reggio Calabria, per il consueto veglione di Capodanno in onda su Rai 1. Durante la serata si esibisce in tre brani del suo repertorio: l'ultimo singolo Canta ancora, Sincerità e Mi sento bene.
Il 14 febbraio 2025 torna al Festival di Sanremo in occasione della "serata cover", esibendosi in coppia con Irama con cui esegue una reinterpretazione del brano Say Something di A Great Big World in collaborazione con Christina Aguilera. La coppia si classifica al 6° posto della classifica. Nel mese di marzo riceve a Los Angeles il premio "Filming Italy Los Angeles Best Original Song Award" per il brano Canta ancora. Nello stesso mese gira l'America settentrionale per esibirsi in alcuni dei teatri più importanti di Stati Uniti e Canada . A maggio si esibisce per la prima volta in carriera al Concerto del Primo Maggio a Roma, cantando Democrazia, dall'album Amami, e Canta ancora. Il 2 giugno, in occasione della Festa della Repubblica Italiana, è stata scelta dalla Presidenza della Repubblica per intonare l'Inno di Mameli alla tradizionale parata che si è tenuta ai Fori Imperiali, con l'accompagnamento musicale della Banda Interforze.

## Filantropia

Arisa ad Haiti per il progetto Voce con la Fondazione Francesca Rava (2016)

Il 21 aprile 2009 Arisa ha preso parte al concerto benefico Amiche per l'Abruzzo, presso lo stadio Giuseppe Meazza di Milano, organizzato da Laura Pausini e Fiorella Mannoia con l'obiettivo di raccogliere fondi a favore delle popolazioni colpite dal terremoto dell'Aquila del 6 aprile 2009.
Da anni testimonial della Fondazione Francesca Rava, ha partecipato a diverse iniziative benefiche dell'associazione. Il 27 aprile 2016 esce Voce, i cui proventi sono stati destinati ai bambini di Haiti. Il 15 maggio 2020, insieme alla cantautrice Manupuma, ha pubblicato il singolo Nucleare, i cui guadagni sostengono l'iniziativa Maternità Covid-19. Sempre a favore dell'associazione, ha tenuto concerti per i terremotati del centro Italia e Messico nel 2016 e alle vittime di guerra in Ucraina. 
Ha partecipato due volte all'Earth Day Italia, nel 2014 e nel 2023, edizione in cui è stata madrina.
Il 22 febbraio 2019 viene commercializzato il singolo a sfondo benefico C'è da fare del supergruppo "Kessisoglu & Friends" per Genova, al quale Arisa aderisce insieme ad altri ventiquattro artisti italiani per raccogliere fondi da destinarsi alla comunità di Genova colpita dalla tragedia del crollo del viadotto Polcevera il 14 agosto 2018. Il 16 novembre 2020, presso il Fabrique di Milano, con altri artisti italiani tra cui Ketama126, Noemi e Morgan, prende parte a "LENNON80", un concerto benefico trasmesso in diretta streaming per celebrare gli 80 anni dalla nascita di John Lennon.
Nel 2020 ha preso parte al supergruppo "Italian Allstars 4 Life" che riunisce oltre cinquanta artisti italiani per l'incisione di Ma il cielo è sempre blu, cover corale del brano di Rino Gaetano. I ricavati del singolo, pubblicato l'8 maggio, vengono devoluti alla Croce Rossa per sostenere Il Tempo della gentilezza, progetto a supporto delle persone più fragili colpite dalla pandemia di COVID-19. Inoltre l'11 aprile, durante il lockdown, si è esibita in diretta su Instagram per raccogliere fondi a favore degli ospedali Ieo e Monzino, rispettivamente centri di ricerca e cura per i tumori e le patologie cardiovascolari, che durante la pandemia hanno accolto pazienti gravi provenienti da tutte le strutture sanitarie lombarde impegnate in prima linea nell’emergenza COVID-19. Riguardo a questa iniziativa Arisa ha dichiarato:
Impegnata per i diritti LGBT, Arisa nel 2009, poco dopo la sua prima vittoria a Sanremo, ha inaugurato il Pride Village di Genova. Successivamente è stata madrina del Pride a Napoli nel 2021 e Padova nel 2022. Nel 2023 ha destato polemiche una dichiarazione in cui ha espresso simpatie per la presidente Giorgia Meloni e, riguardo alle posizioni conservatrici della premier sui diritti LGBT, ha detto: «le sue non sono posizioni aperte ma secondo me si comporta come una mamma molto severa e spaventata. Ci vuole tempo e da parte nostra un cambio di atteggiamento, non sempre in lotta ma in dialogo». In seguito alle polemiche Arisa ha precisato di non aver mai tradito la comunità LGBT e di continuare ad essere dalla loro parte, riconoscendo il fatto che ci siano «problemi grandissimi riguardo l'accettazione della comunità LGBTQ+» da parte del Governo Meloni e che il suo voleva essere solo un tentativo di ricercare «un equilibrio tra le parti anche quando questo sembra non essere possibile».
Nel luglio del 2023 si è esibita a Firenze all'evento "A night for ANT", realizzato per raccogliere fondi per garantire assistenza medica specialistica domiciliare ai pazienti oncologici in età pediatrica, e ha deciso di donare il suo intero compenso della serata alla Fondazione ANT.
Il 28 aprile 2025 ha visitato il Centro di Riferimento Oncologico della Basilicata (CROB) di Rionero in Vulture insieme all'attore Samuele Carrino, protagonista del film Il ragazzo dai pantaloni rosa, e ha contribuito alla raccolta fondi destinata a sostenere le attività di "Arcipelago Eva", associazione attiva nel supporto ai pazienti oncologici del CROB.

## Discografia

### Album in studio
- 2009 – Sincerità
- 2010 – Malamorenò
- 2012 – Amami
- 2014 – Se vedo te
- 2016 – Guardando il cielo
- 2019 – Una nuova Rosalba in città
- 2021 – Ero romantica

### Album dal vivo
- 2012 – Amami Tour

### Raccolte
- 2016 – Voce - The Best Of
- 2019 – Controvento - The Best Of

## Tournée
- 2009 – Arisa dal vivo
- 2010 – Tour Malamorenò 2010
- 2011 – Special Tour Victor Victoria
- 2012/13 – Amami Tour
- 2014 – Se vedo te Tour
- 2016 – Voce d'estate Tour
- 2017 – Voce 2017
- 2017 – Ho perso il mio amore - il tour
- 2018 – Summer Tour 2018
- 2019 – Una nuova Rosalba nei club
- 2019 – Una nuova Rosalba in città Tour
- 2020 – Ricominciare ancora live
- 2021 – Ortica Special Tour
- 2022 – Ero romantica Little Summer Tour
- 2024 – Baciami stupido Tour
- 2025 – La notte di Rossetto e caffè (con Sal Da Vinci)

## Partecipazioni a manifestazioni canore
- Festival di Sanremo (Rai 1)
  - 2009 – 1º posto sezione "Nuove proposte" con Sincerità
  - 2010 – 9º posto con Malamorenò
  - 2012 – 2º posto con La notte
  - 2014 – 1º posto con Controvento
  - 2016 – 10º posto con Guardando il cielo
  - 2019 – 8º posto con Mi sento bene
  - 2021 – 10º posto con Potevi fare di più

## Filmografia
- Tutta colpa della musica, regia di Ricky Tognazzi (2011)
- La peggior settimana della mia vita, regia di Alessandro Genovesi (2011)
- Un mostro a Parigi, regia di Bibo Bergeron (2011) doppiaggio
- Colpi di fulmine, regia di Neri Parenti (2012)
- Cattivissimo me 2, regia di Pierre Coffin e Chris Renaud (2013) doppiaggio
- Barry, Gloria e i Disco Worms, regia di Thomas Borch Nielsen (2014) doppiaggio
- La verità, vi spiego, sull'amore, regia di Max Croci (2017)
- Cattivissimo me 3, regia di Pierre Coffin, Kyle Balda ed Eric Guillon (2017) doppiaggio
- Nove lune e mezza, regia di Michela Andreozzi (2017)
- Lilli e il vagabondo, regia di Charlie Bean (2019) doppiaggio
- Adda passà 'a nuttata, regia di Enrico Maria Lamanna (2021) cortometraggio
- Vera, regia di Tizza Covi e Rainer Frimmel (2022) cameo

## Colonne sonore
- Il tempo che verrà – Tutta colpa della musica (2011)
- L'amor sei tu – La peggior settimana della mia vita (2011)
- Meraviglioso amore mio – Pazze di me (2013)
- Liberi – Cenerentola (2015)
- Ho perso il mio amore – La verità, vi spiego, sull'amore (2017)
- Ho cambiato i piani – Nove lune e mezza (2017)
- O pensamento de você – Malarazza (2017)[180]
- Vasame – Napoli velata (2017)
- È un briccone – Lilli e il vagabondo (2020)
- Verosimile – Fedeltà (2022)
- Canta ancora – Il ragazzo dai pantaloni rosa (2024)

## Televisione
- Checco Zalone Show (Mediaset, 2009) ospite
- Victor Victoria - Niente è come sembra (LA7, 2010) ospite fisso
- X Factor (Sky Uno, 2011-2012, 2016) giudice
- Festival di Sanremo (Rai 1, 2015) co-conduttrice
- Monte Bianco - Sfida verticale (Rai 2, 2015) concorrente
- Amici di Maria De Filippi (Canale 5, 2018, 2020-2021, 2022-2023)[181] giudice, professoressa di canto
- Prodigi - La musica è vita (Rai 1, 2019) giudice
- Il cantante mascherato (Rai 1, 2020, 2022)[182] concorrente, giudice
- Name That Tune - Indovina la canzone (TV8, 2020, 2022) concorrente
- Ballando con le stelle (Rai 1, 2021) concorrente
- The Voice Kids (Rai 1, dal 2023) giudice
- The Voice Senior (Rai 1, dal 2024) giudice
- The Voice Generations (Rai 1, dal 2024) giudice

## Opere letterarie
- Il paradiso non è un granché. Storia di un motivetto orecchiabile (Arnoldo Mondadori Editore, 2012)
- Tu eri tutto per me (Arnoldo Mondadori Editore, 2014)

## Riconoscimenti
- Festival di Sanremo
  - 2008 – Vinto – SanremoLab[183]
  - 2009 – Vinto – Categoria Nuove Proposte con Sincerità[184]
  - 2009 – Vinto – Premio Assomusica Casa Sanremo per Sincerità[184]
  - 2009 – Vinto – Premio della Critica "Mia Martini" per Sincerità[184]
  - 2009 – Vinto – Premio Sala Stampa "Lucio Dalla" per Sincerità[185]
  - 2009 – Vinto – Premio "Emanuele Luzzati" per Sincerità[186]
  - 2009 – Vinto – Sanremo Hit Award per Sincerità[187]
  - 2012 – Vinto – Premio Sala Stampa "Lucio Dalla" per La notte[188]
  - 2012 – Vinto – Sanremo Hit Award per La notte[187]
  - 2014 – Vinto – Sezione Campioni con Controvento[189]
  - 2014 – Vinto – Sanremo Hit Award per Controvento[187]
  - 2015 – Vinto – Targa nella Strada del Festival per Controvento[190]

- Festival MIX Milano
  - 2022 – Vinto – Premio Queen of Music[191]

- Filming Italy – Los Angeles Festival
  - 2025 – Vinto – Best Original Song Award per Canta ancora[192]

- Globi d'oro
  - 2012 – Candidatura – Migliore canzone originale per Il tempo che verrà[193]

- Gran Galà Pucciniano
  - 2010 – Vinto – Premio Teatro nella Musica[25]

- Ischia Film Festival
  - 2024 – Vinto – Ischia Global Music Award[194]

- Magna Grecia Awards
  - 2020 – Vinto – per Nucleare[195]

- Marateale
  - 2024 – Vinto – Premio Internazionale Basilicata[196]

- Music Awards
  - 2009 – Vinto – Premio giovane rivelazione dell'anno per Sincerità[197]
  - 2014 – Vinto – Premio Singolo di Platino per Controvento[198]

- Nastro d'argento
  - 2017 – Candidatura – Migliore canzone originale per Ho perso il mio amore
  - 2018 – Candidatura – Migliore canzone originale per Ho cambiato i piani
  - 2025 – Vinto – Migliore canzone originale per Canta ancora

- NYCanta – Festival della Musica Italiana di New York
  - 2018 – Vinto – Premio Lucana nel mondo[199]

- Premio Amnesty International Italia
  - 2017 – Candidatura – Sezione Big per Gaia[200]
  - 2025 – Candidatura – Sezione Big per Canta ancora[201]

- Premio Carosone
  - 2010 – Vinto[202]

- Premio Lunezia
  - 2012 – Vinto – Sanremo Big per il valore Musical-Letterario per La notte[43]
  - 2012 – Vinto – Targa speciale Tv Sorrisi e Canzoni per La notte[203]
  - 2016 – Vinto – Premio Stil Novo per Guardando il cielo[204]

- Premio Mogol
  - 2009 – Candidatura – per Sincerità[205]
  - 2010 – Candidatura – per Pace[206]

- Premio San Gennaro World
  - 2024 – Vinto[207]

- Premio TV - Premio regia televisiva
  - 2015 – Vinto – Miglior Programma TV per il Festival di Sanremo 2015

- Premio Videoclip Italiano
  - 2009 – Candidatura – Categoria Emergenti per Sincerità[208]
  - 2010 – Candidatura – Categoria Donne per Malamorenò[209]

- Riccio d'argento
  - 2019 – Vinto – Premio ai migliori live dell'anno[210]

- TRL Awards
  - 2010 – Candidatura – Best Look[211]

- Venice Music Awards
  - 2009 – Vinto – Premio miglior rivelazione sanremese

- Videoclip Italia Awards
  - 2022 – Candidatura – Migliore fotografia per Potevi fare di più[212]

- Webboh Awards
  - 2025 – Vinto – Migliore colonna sonora per Canta ancora[213]

- Women In Cinema Award
  - 2022 – Vinto[214]